# 洪桥鼠尾草
洪桥鼠尾草（学名：Salvia potaninii）为唇形科鼠尾草属的植物，为中国的特有植物。分布于中国大陆的四川等地，生长于海拔4,000米的地区，见于灌丛中路旁，目前已由人工引种栽培。